# 涿州行宫
涿州行宫，位于中国河北省保定市涿州市南关街275号药王庙院内东侧，是清朝所建的皇家行宫。

## 历史
清朝道光《重修药王庙碑》上记载，药王庙东院曾经设有“保庆寺”。乾隆十六年（1751年），乾隆帝南巡，将保庆寺改为行宫，供皇帝驻跸。1950年代，电影《古刹钟声》在这里拍摄外景。1978年，行宫大部分建筑遭到拆毁，仅存正殿和假山。
1993年7月15日，该行宫以“涿州清行宫”之名被公布为河北省文物保护单位，类型为古建筑，历史年代为清代。
2012年11月22日，涿州市依托涿州文化遗产陈列馆、涿州清行宫、涿州药王庙建成的“一馆两区”旅游文化景区对社会开放。清行宫文化景区展出《清行宫历史文化展》，在正殿内复原了乾隆帝驻跸的场景，在东、西配殿内分别设有“乾隆皇帝在涿州”和“畿南名郡古行宫”展览，清行宫内之前便有的百米碑廊也继续对外开放。行宫碑廊内展出40件石刻文物，行宫石刻苑展出220余件石刻。

## 建筑
行宫原占地面积将近50亩，分左、中、右三路。
- 中路：是主体建筑，沿着中轴线自南至北依次是宫门、二门、假山、正殿、亭、游廊、丘山、花园等建筑。正殿面阔五间21米，进深三间11.7米，占地面积245.7平方米，总高9.2米，硬山单檐布瓦顶，小式作法。假山山体高4.2米、长34.2米、宽10.2米，占地面积348.84平方米。假山用三组叠石形成“三岭”（主岭、东岭、西岭），东岭、西岭呈拱卫之姿，衬托主岭，三岭上各有峰，主岭有四峰、东岭有三峰、西岭有三峰，共计十峰，形成“三岭十峰”。[1]
- 左路：是太后宫。有殿、阁、轩、楼等建筑。[1]
- 右路：是皇后宫。有殿、阁、轩、楼等建筑。[1]